# Buda István (labdarúgó)
Buda István (Budapest, 1884. február 3. – Budapest, 1945. március 18.) válogatott labdarúgó, csatár, magyar királyi posta és távirda segédellenőr. 1902-ben az első hivatalos válogatott mérkőzés résztvevője volt.

## Családja
Buda Gyula és Frantsák (Francsák) Ludmilla fiaként született. 1915. június 13-án Budapesten, a Józsefvárosban feleségül vette Gredár Máriát.

## Pályafutása
1901 és 1903 között a Budapesti TC jobbszélsője volt és két bajnoki címet és egy ezüstérmet szerzett a csapattal. 1904-ben átigazolt a Postásba és az 1905-ös idényben ismét ezüstértmet szerzett.
Tagja volt, 1902. október 12-én az első hivatalos magyar labdarúgó-válogatott mérkőzésnek Ausztria ellen. Második válogatott mérkőzésén Csehország ellen gólt is szerzett.
Halálát bélhurut, szívgyengeség okozta.

## Sikerei, díjai
- Magyar bajnokság
  - bajnok: 1901, 1902
  - 2.: 1903, 1905

## Statisztika

### Mérkőzései a válogatottban
| Magyarország | Magyarország      | Magyarország                  | Magyarország | Magyarország | Magyarország | Magyarország | Magyarország | Magyarország |
| #            | Dátum             | Helyszín                      | Hazai        | Eredmény     | Vendég       | Kiírás       | Gólok        | Esemény      |
| ------------ | ----------------- | ----------------------------- | ------------ | ------------ | ------------ | ------------ | ------------ | ------------ |
| 1.           | 1902. október 12. | Bécs, WAC-pálya               | Ausztria     | 5 – 0        | Magyarország | barátságos   | -            |              |
| 2.           | 1903. június 11.  | Budapest, Margitszigeti pálya | Magyarország | 3 – 2        | Ausztria     | barátságos   | 1            | 52'          |
|              | Összesen          |                               |              | 2            | mérkőzés     |              | 1            | gól          |